# Colette Mourey
Pour les articles homonymes, voir Mourey.
Colette Mourey est une guitariste, professeur de musique, musicologue, écrivaine et compositrice française née en 1954.

## Biographie
Née en 1954 à Kénitra (Maroc), Colette Mourey étudie la musicologie à la Sorbonne sous la direction d'Édith Weber et passe l'agrégation.
D'abord interprète en guitare classique, élève du guitariste uruguayen Oscar Cáceres, membre du jury de Aalborg International Composer Competition for Classical Guitar, elle est aussi pianiste.
En tant que professeur, elle enseigne l'écriture, l'esthétique et la didactique de la musique à l'Université de Franche-Comté ainsi qu'à l'École supérieure du professorat et de l'éducation.
Pour ses recherches, elle part des travaux sur la musique atonale de son professeur Julien Falk, pour développer un nouveau système musical dit "hypertonalité". Celui-ci repose sur des échelles spiraliques (en amplitudes supérieures à l'octave), transformant radicalement les techniques de contrepoint atonal. Cela permet la réintroduction de "consonances naturelles" au sein d’un langage contemporain, ce qui contribue à rapprocher la musique contemporaine du "grand public".
Elle est l'auteure de nombreux ouvrages sur la musicologie et l'enseignement.
En tant que compositrice, elle est l'auteure de nombreuses œuvres (éditées aux éditions Bergmann, Reift Marcophon, Soldano, Delatour, Profs editions, Chanteloup, La Fabrik' à Notes).
Elle a remporté en 2012, le Premier prix de L'International Competition for Instrumentalists and Composers "Music and Earth" de Sofia (Bulgarie). De 2012 à 2014, elle est primée par l'IBLA Foundation pour ses œuvres Estudios Festivos; Homenaje a Manuel Ponce (guitare) en 2012, Variations In Memoriam (guitare) en 2013 et Bucoliques (clavecin) en 2014. De 2016 à 2018, elle remporte plusieurs sélections mondiales sous l'égide de la Fondazione Adkins Chiti: Donne in Musica (en), successivement pour Abacus, œuvre pour guitare solo, le Quintetto La Maestria, 3 Variations sur l’Hymne Européen et Parures, pour formations de chambre incluant vents et piano.
Colette Mourey est aussi l'auteure de plus de dix romans. La quadrature du cercle a été récompensé en 2019 par le second prix littéraire Golden Aster Book et Le Diagramme du Fleuve Lo a reçu le Prix Golden Aster Book en septembre 2021.

## Publications

### Ouvrages et articles de recherche
- 2011 : Éléments de composition hypertonale (Éditions Marc Reift)[16]
- 2016 : Synergies - de l'espace musical à l'espace urbain (Éditions L’Harmattan)[17]
- Essai sur le son mental: de résonner... à raisonner !, L'Harmattan, 2016, 146 p. (ISBN 978-2-343-09122-8, lire en ligne)[18]
- 2016 : Résonance (Éditions Edilivre)[19]
- L'intelligence musicale, Marc Reift, 2016[20]
- 2017 : Petit Précis d'agriculture symbiotique
- 2018 : Principes de l'hypertonalité
- 2019 : L'intelligence musicale (Revue de santé scolaire et universitaire)[21]
- 2020 : Les mises en musique des Mille et une Nuits (Revue Les trésors de la littérature)[22]
- 2023 : Le Corps Holofractologique[23]

### Ouvrages d'enseignement
- 2012 : Du contrepoint au contrepoint atonal (Éditions Marc Reift)[24]
- 2013 : Comment écouter une œuvre musicale (Éditions Marc Reift)[25]
- 2014 : Introduction au contrepoint (Éditions Marc Reift)[26]
- 2014 : Vous avez dit baroque (Éditions Marc Reift)[27]
- 2014 : Vers une approche de l'objet musical et de sa médiation (Éditions Marc Reift)[28]
- 2014 : Introduction à l'harmonie et à l'orchestration tonales (Éditions Marc Reift)[29]
- 2015 : Vers une approche des écrits musicaux (Éditions Marc Reift)[30]
- 2015 : Vous avez dit classique (Éditions Marc Reift)[31]
- 2017 : Approche chromatique de l'enseignement pianistique (Éditions Delatour)[32]
- 2017 : Pratique de la Musique à l'École - cycle 1 (Éditions Delatour)[33],[34]
- 2017 : Pratique de la Musique à l'École - cycle 2 (Éditions Delatour)[35],[36]
- 2017 : Pratique de la Musique à l'École - cycle 3 (Éditions Delatour)[37],[38]

### Romans
- 2016 : Himaya (Éditions Mémogrames)
- 2016 : Dieu est à la caisse (Éditions du Menhir)[39]
- 2017 : Hélène (Éditions Collections de Mémoire)[40]
- 2017 : Les terres promises (Éditions Balland)[41]
- 2017 : L'ombre des âmes (PGCOM Éditions)[42]
- 2017 : Les terres nourricières (PGCOM Éditions)[43]
- 2017 : Et la lumière fut ! (PGCOM Éditions)[44]
- 2018 : Entrechats (Éditions Maia)[45]
- 2018 : D’encre et de sang - Chronique de la filiation des Colin, éditeurs de musique (Éditions Sydney Laurent)[46],[47]
- 2018 : Un triangle de ciel (Éditions Collections de Mémoire)[48],[49]
- 2019 : La quadrature du cercle (PGCOM Éditions)[50],[51],[52]
- 2020 : Le diagramme du Fleuve Lo (PGCOM Éditions)[53]

### Essais
- 2021 : De l'Analogie aux Métalogiques - Les Déterminants de l'Isomorphisme Universel[54],[55]
- 2021 : Bâtisseurs d'Univers[56]
- 2022 : Le Corps Informationnel - Aux Sources de la Guérison Quantique[57].
- 2022 : Poussières d'Étoiles ... et Cocréateurs[58]

### Pièce de théâtre
- 2021 : Tout l'Or du Ciel - Comédie en sept actes[59],[60]

## Compositions
- 2013 : 12 partitas hypertonales[61]
- 2014 : Sad o'clock soul dance[62]
- 2015 : 2 ariettes[63]
- 2015 : World concerto[64]
- 2015 : Chanson de la rose des voix[65]
- 2016 : Piano-merveilles[66]
- 2016 : Avant l'aube[67]
- 2016 : Little Tom thumb rag[68]
- 2016 : Mon piano part en vacances[69]
- 2016 : Piano Blues[70]
- 2016 : Au chant des saisons[71]
- 2016 : Mouvances, pour tuba solo[72]
- 2018 : Cantate "Les Droits de l'Homme"[73]
- 2018 : 12 Petits Préludes Hypertonaux[74]
- 2018 : Quasi Sonata[75]
- 2018 : 4 Estudios Festivos[76]
- 2018 : Bagatelle[77]
- 2018 : Quetzalcoatl Concerto[78]
- 2018 : Allegro de Concert[79]
- 2019 : Aux ailes du voyage, cantate pour chœur mixte et piano[80]
- 2020 : Concerto français pour guitare et orchestre symphonique[81],[82]
- 2020 : Cantate "Les Droits de l'Homme" pour chœur et orchestre[83]
- 2012-2020 : Sur des poèmes de Michel Butor : "Chansons de la Rose des Voix", "Jean-Sébastien Bach", "Les Esprits du Val", "Mers et Monts", "Sous l'Écorce Vive", "Tango", "4 Chansons Spiraliques"[84]
- 2024 : 20 Micro-Pièces Hypertonales, pour piano solo[85]
- 2025 : Suite Française, pour violoncelle et piano[86]